# Коридзе, Автандил Георгиевич
Автанди́л Георгие́вич Кори́дзе (15 апреля 1935, Тбилиси, Грузинская ССР, ЗСФСР, СССР — 12 апреля 1966, Тержола, Грузинская ССР, СССР) — советский борец классического стиля, олимпийский чемпион 1960 года. Мастер спорта СССР (1956). заслуженный мастер спорта СССР (1960).

## Биография
Борьбой начал заниматься в 1949 году. Дебютировал на чемпионате СССР в 1954 году, заняв там седьмое место. Любопытно, что Автандил Коридзе шесть раз выступал на чемпионатах СССР, но не смог ни разу стать чемпионом СССР.
На летних Олимпийских играх 1960 года в Риме боролся в весовой категории до 67 кг (лёгкий вес). В схватках:
- в первом круге выиграл решением судей у Марио Де Сильва (Италия);
- во втором круге выиграл решением судей у Бена Нордрупа (США);
- в третьем круге в схватке с Киёсти Лехтоненом (Финляндия) была зафиксирована ничья;
- в четвёртом круге на 5-й минуте тушировал Анастасиса Моисидиса (Греция);
- в пятом круге выиграл решением судей у Димитра Стоянова (Болгария). При этом в схватке был дисквалифицирован вместе с противником и лишь после вмешательства президента Международной любительской федерации борьбы Роже Кулона результат схватки был пересмотрен, однако победа была засчитана по баллам, а не чистая (до дисквалификации Коридзе положил на лопатки Стоянова);
- в шестом круге выиграл решением судей у Бранко Мартиновича (Югославия) и стал чемпионом Олимпийских игр;[5]

Олимпийский чемпион Яков Пункин охарактеризовал манеру борьбы Автандила Коридзе так:

Коридзе отличало безошибочное понимание борьбы. Опасность он чувствовал издалека. Я боролся с Автандилом и проиграл ему. Поверьте, все сделал для победы, но не смог ему помешать…
Чемпион мира (1961), серебряный призёр чемпионатов СССР (1957, 1960), бронзовый призёр чемпионатов СССР (1956, 1958), чемпион турнира, проводимого в рамках Международного фестиваля молодёжи и студентов (1957)
Окончил Грузинский политехнический институт (1965).
Погиб в автомобильной катастрофе близ Тержолы в 1966 году вместе с бронзовым призёром олимпийских игр 1956 года Романом Дзнеладзе.

## Награды
- Орден «Знак Почёта» (16.09.1960) — за успешные выступления в XVII летних и VIII зимних Олимпийских играх 1960 года, а также за выдающиеся спортивные достижения[6]